# Marie Jahodová
Marie Jahodová (někdy Marie Jahoda, 26. ledna 1907 Vídeň – 28. dubna 2001 Sussex) byla rakousko-britská sociální psycholožka židovského původu.

## Život
Narodila se ve Vídni do židovské rodiny a měla tři sourozence. V době, kdy studovala gymnázium, se angažovala v Rakouské sociálně demokratické straně v „Rudé Vídni“  a navštěvovala skauta. Mariina výchova byla intenzivně politická a její politické aktivity a přesvědčení měly zásadní vliv na průběh její kariéry a její pohled na psychologii. Vídeň se po první světové válce stala samostatnou spolkovou zemí a uplatňoval se zde austromarxismus, který byl základem pro Mariino politické přesvědčení.
V roce 1926 Marie úspěšně odmaturovala a začala studovat učitelství pro národní školy na Pedagogické akademii a současně obor psychologie ve Vídni na univerzitě u Charlotty a Karla Bühlerových. Jak později poznamenala : “My decision to study psychology was based on my very, very deep conviction that I would one day be Minister of Education in a socialist Austria. Psychology seemed to me to be the best preparation for that job which was the one job in life that I wanted. This great illusion let me into psychology” (Jahoda, as cited in Fryer, 1986, p. 116).
V roce 1927 se vdala za sociologa Paula Lazarsfelda, který v tu dobu právě zahájil průzkum trhu a výzkum aplikované sociální psychologie. Marie a Paul ve svém výzkumu použili různé metody k vytvoření sociografie dělnických čtvrtí ve Vídni, aby otestovali marxistickou teorii, že ekonomická krize vyvolá revoluční třídní vědomí. Práce byla celkem neznámá do té doby, kdy byla znovu v roce 1971 vydána. Většina kopií prvního vydání totiž byla spálená, protože její autoři byli Židé.
V roce 1928 získala pedagogický diplom a v roce 1932 doktorát filozofie v oboru psychologie. Svou disertační práci obhájila na téma „Anamnéza v chudobinci. Příspěvek k psychologii života.“ V této práci popsala životy bezdomovců, žijících na okraji společnosti. V roce 1930 se Marii a jejímu manželovi Paulu Lazarsfeldovi narodila dcera Lotte. V roce 1933 se Jahodová stala ředitelkou Vídeňského výzkumného střediska pro hospodářskou psychologii. V roce 1934 se s Lazarfeldem rozvedla. Tentýž rok převzali vliv v Rudé Vídni nacisté.
V roce 1936 byla Marie diktátorským režimem Kurta Schuschnigga zatčena a vyslýchána za své sociálně demokratické názory a ilegální činnost Vídeňského centra. Rok poté byla propuštěna za podmínky, že okamžitě opustí zemi (to i bez své sedmileté dcery) a byla zbavena rakouského občanství. Do konce války žila v Londýně jako politický uprchlík. V roce 1945 odcestovala do New Yorku. Tam se zabývala výzkumy v oblasti sociální psychologie a stala se profesorkou sociální psychologie na New York University.
Po přestěhování do Velké Británie se provdala za Austena Albu a v roce 1958 se stala profesorkou na univerzitě Brunel College of Advanced Technology. Po ochodu z této university, až do svého důchodu v roce 1973 působila na University of Sussex. Jako první profesorka v dějinách britských sociálních věd byla pověřena vybudováním sociálně-psychologického institutu. Zemřela 28. dubna 2001 v Sussexu ve věku 94 let.

## Výzkum a práce
V rámci své práce se zabývala problémem sociální psychologie, která podle ní ztratila spojení se sociologií. Propagovala neredukční, na problém zaměřenou sociologickou sociální psychologii (což bylo do velké míry ovlivněno její spoluprací s členy SPSSI v New Yorku. Její použití metody pozorování účastníků a metoda ponoření, byly výsledkem její sociologické citlivosti. Právě za popisu těchto metod Jahodová popsala a vysvětlila složité interakce mezi jednotlivci a také sociální struktury v reálných podmínkách.
V letech po druhé světové válce se začal prohlubovat rozdíl mezi sociologickou sociální psychologií (SSP) a psychologickou sociální psychologií (PSP). Jejich vzájemný přesah byl výrazný ve Společnosti pro psychologické studium sociálních problémů (SPSSI), jehož první ženou v roli prezidentky společnosti se stala právě Jahodová.
Jednoznačně tedy obhajovala neredukční, metodologicky pluralistický, na problém zaměřený, a politicky a prakticky angažovaný přístup k práci v rámci sociální psychologie. Sice ctila technologicky vyspělé poválečné americké studie, v návaznosti však prohlašovala, že její psychologie je oproti jiným o lidech.
Její specifický přístup je vidět například na Marienthalské studii z 30. let 20. století v rakouské vesnici. I se svým týmem se aktivně zapojili do tamního všedního života, aby skrze tento hluboký vhled mohla dosáhnout pravdivějších a lepších výsledků, než kdyby zůstala pouhým pozorovatelem zvenčí. Cílem této studie bylo na případu zmíněné vesnice s téměř nulovou zaměstnaností sledovat dopady tohoto faktu na ekonomiku, politiku, kulturu a sociální a osobní životy obyvatel, i na obec jakožto celek.
Po emigraci do Anglie dostala grant od soukromé Společnosti na ochranu vědy a učení (The Society for the Protection of Science and Learning) a pustila se do projektu v Jižním Walesu. Šlo opět o studii zaměřenou na nezaměstnanost. Tentokrát sledovala propuštěné horníky z Cwmayonu. Podmínky v situaci této komunity byly jiné, místní byli zapojeni do podpůrného projektu, v rámci kterého denně pracovali a produkty si pak mohli levně odkoupit. Výsledky této studie však neodpovídaly očekáváním, avšak opět lze vidět přístup paní Jahody. V rámci komunity strávila delší čas stejně jako v případě Marienthalu, a sledovala ji zevnitř. Závěrem bylo, že i přes podporu organizace byli horníci (zejména mladí) nespokojení se svou situací, neboť cítili ztrátu své hodnoty pro sebe, i pro společnost. Jde tedy o psychologický závěr na základě sociologického sledování.

### Ideální duševní zdraví
Ve 2. polovině 50. let 20. století se zabývala výzkumem duševního zdraví. Výstupem této práce je monografie Current Concepts of Positive Mental Health z roku 1958. Touto publikací redefinovala tehdejší pohled na duševní zdraví. Vymezila se proti tvrzení, že dobré duševní zdraví je zajištěno pouze absencí duševní poruchy. Duševní zdraví Jahodová popisuje takto: "Duševní zdraví je osobní záležitostí jednotlivce. Týká se žijícího lidského organismu či přesněji stavu individuální lidské mysli. Sociální prostředí nebo kultura mohou být prostředkem jak k nemoci, tak i k pozitivnímu zdravotnímu stavu, ale výsledná kvalita je charakteristická pouze pro konkrétní osobu, tudíž nelze mluvit o "nemocné společnosti" nebo "nemocné komunitě".
M. Jahodová v této knize vytyčila šest podmínek pozitivního duševního zdraví:
- Přístup k sobě samému jako kritérium duševního zdraví: K dobrému duševnímu zdraví je zapotřebí mít sám k sobě pozitivní vztah a být se sebou spokojený.
- Růst, vývoj a seberealizace jako kritérium duševního zdraví: K dobrému duševnímu zdraví je zapotřebí mít dostatečnou míru seberealizace a osobního rozvoje, díky čemuž člověk může být spokojený, že se stává tou nejlepší verzí sebe samého.
- Integrace jako kritérium duševního zdraví: Integrace se v tomto smyslu slova týká propojenosti a jednoty všech procesů a vlastností jednotlivce. K dobrému duševnímu zdraví je zapotřebí konzistentní osobnosti.
- Autonomie jako kritérium duševního zdraví: K dobrému duševnímu zdraví je zapotřebí nezávislost jedince na ostatních lidech.
- Vnímání reality jako kritérium duševního zdraví: Toto kritérium se vztahuje k pohledu jednotlivce na svět. K dobrému duševnímu zdraví je zapotřebí, aby jednotlivec vnímal svět podobně jako ostatní lidé. Týká se to především duševních poruch jako je například schizofrenie, lidé kteří jí trpí vnímají realitu zkresleně.
- Soulad s prostředím/osobní zvládání (environmental mastery) jako kritérium duševního zdraví: K dobrému duševnímu zdraví je zapotřebí schopnost orientovat se v nových životních situacích a přizpůsobit se jim.

Aby jedinec dosáhl ideálního duševního zdraví, musí podle M. Jahody splnit všechna tato kritéria. Pokud jedno nebo více z nich splněno není, bude jednotlivec zažívat potíže.

### Shrnutí teorie
Jahodová za použití svého přístupu realizovala ještě více studií. Později prohlásila: „Mým zájmem jakožto socioložky je poznávat specifické lidi a situace. Právě toto nazývám podstatným věděním. (What I am interested in as a social scientist is to know something about specified people and situations. That is what I call substantive knowledge.)“.
Místo testování nebo vyvíjení teorií, se Jahodová charakteristicky věnovala otázkám vyplývajícím z problémů a života lidí své doby.
Nebo jinak k objektu zájmu jejími slovy: „I get so frustrated if sociology is popularly regarded as dealing with the real world and psychology is regarded as dealing with laboratory experiments and rats”.